# Hymn Bośni i Hercegowiny
Hymn państwowy Bośni i Hercegowiny (bośn. Državna himna Bosne i Hercegovine), zwany potocznie Intermeco lub Intermezzo – oficjalny hymn państwowy Bośni i Hercegowiny, przyjęty przez Zgromadzenie Parlamentarne BiH 10 lutego 1998 r.
Konkurs na hymn został rozpisany przez Wysokiego Przedstawiciela, który nadzoruje w BiH proces ustanawiania pokoju (porozumienie z Dayton, grudzień 1995 r.). Wśród bośniackich muzułmanów nadal jednak popularny jest hymn istniejącej w latach 1992–1995 Republiki Bośni i Hercegowiny Jedna si Jedina, wśród bośniackich Serbów zaś utwór Bože pravde.
20 czerwca 2008 roku bośniackie Ministerstwo Sprawiedliwości ogłosiło konkurs dotyczący wyboru tekstu hymnu. Do 1 października 2008 roku napłynęło 339 propozycji tekstu, z których specjalna komisja zaprezentowała Skupštinie 20 lutego 2009 roku propozycję tekstu hymnu, powstałą jako kompilacja dwóch najlepszych projektów. Autorami tekstu są kompozytor muzyki Dušan Šestić oraz Benjamin Isović. Tekst ten musi jeszcze zostać oficjalnie zatwierdzony przez Radę Ministrów oraz Parlament.

## Hymn narodowy
po bośniacku
Ti si svjetlost duše

Vječne vatre plam

Majko naša zemljo Bosno

Tebi pripadam

 

Divno plavo nebo

Hercegovine

U srcu su tvoje rijeke

Tvoje planine

Ponosna i slavna

Krajina predaka

Živjećeš u srcu našem

Dov'jeka

Pokoljenja tvoja

Kazuju jedno:

Mi idemo u budućnost

Zajedno!
polskie tłumaczenie
Jesteś światłem duszy

Płomieniem ognia wiecznego

Matko nasza, ziemio Bośnio

Należę do Ciebie

Cudowne, błękitne niebo

Hercegowiny

W sercu są Twoje rzeki

I Twoje wyżyny

Dumna i sławna

Ziemia przodków

Będziesz żyć w naszych sercach

Na zawsze

Twoje pokolenia

Pokazują jedno:

Idziemy w przyszłość

Razem!